# Rotoluve

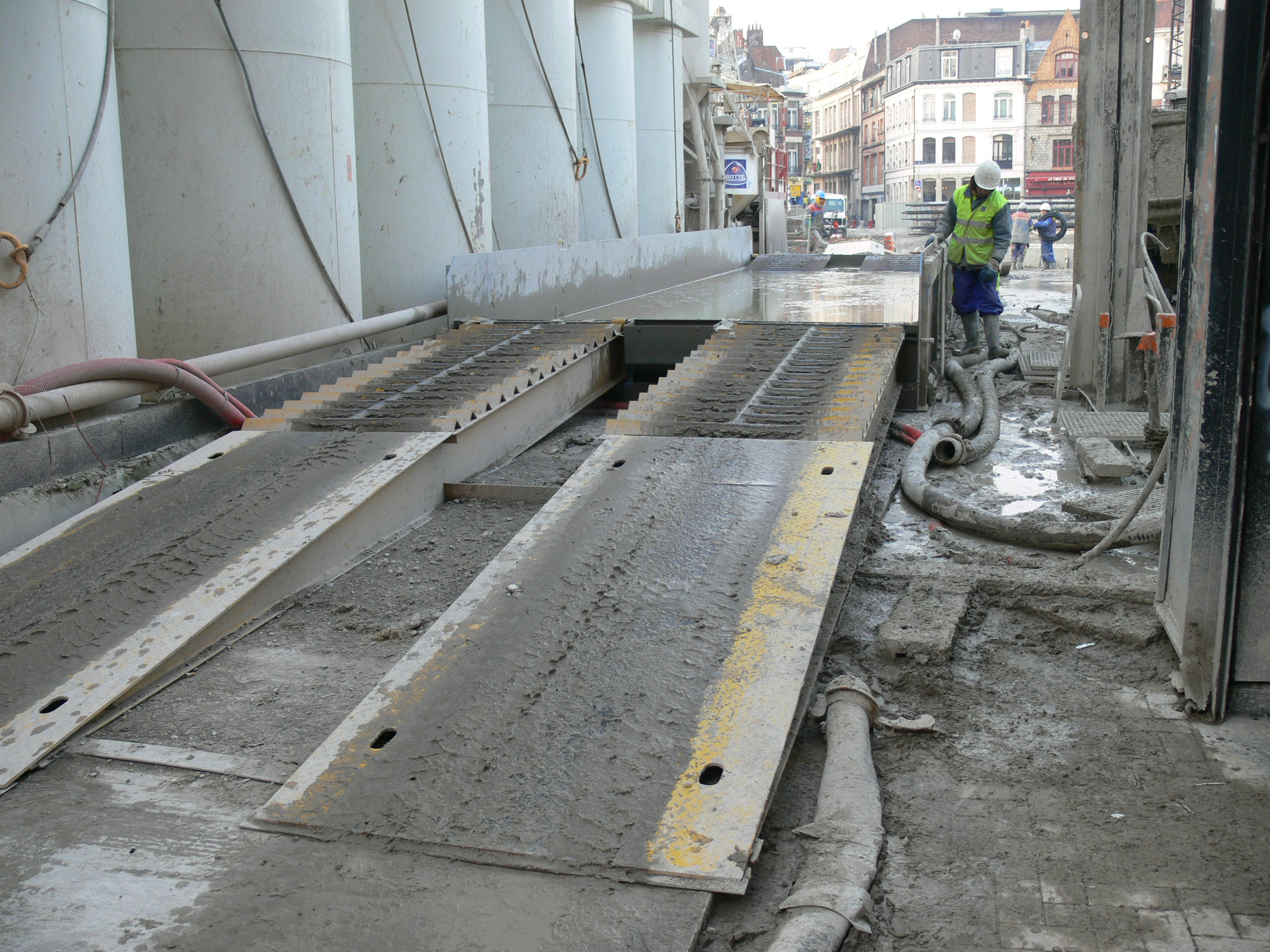
Laveur World Laveur

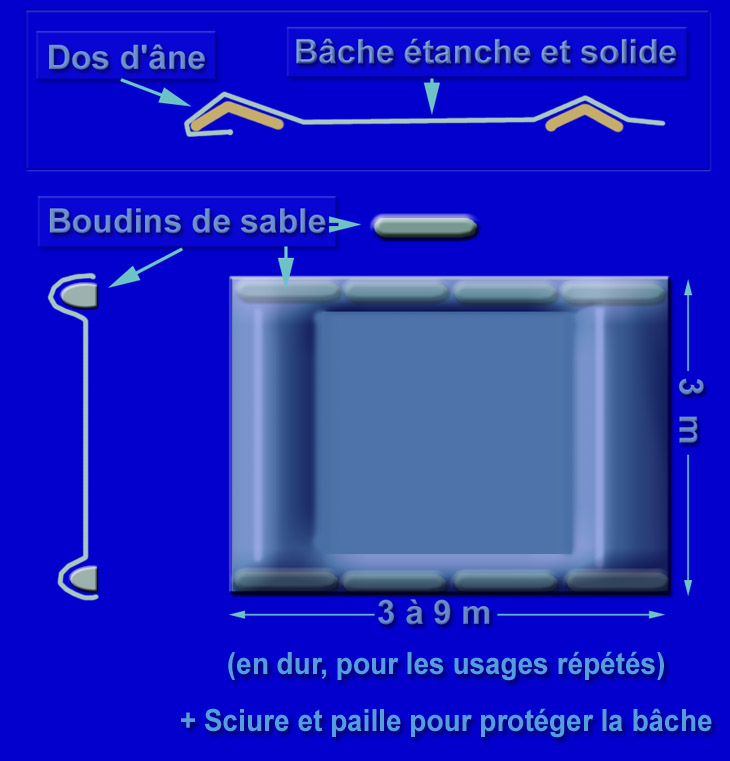
Cliquez pour agrandir.

Le rotoluve est destiné à nettoyer et/ou désinfecter les pneus et les roues de véhicules circulant sur les routes ou chemins (vélo, moto, voiture, tracteur,camion) et qui seraient susceptibles d’avoir été contaminés par des organismes pathogènes et de les transporter. C'est un dispositif qui complète les mesures-barrières destinées à bloquer à la source une épidémie.
À ne pas confondre avec le pédiluve qui sert à nettoyer et/ou désinfecter les chaussures ou les bottes ou encore les pieds nus (aux entrées de piscines par exemple).

## Définition
C’est un espace permanent ou provisoire construit de manière à y faire passer les roues des véhicules dans un bain de désinfectant adapté aux pathogènes qu’on veut détruire, et complété ou renouvelé tant que de besoin.

## Fonction
En désinfectant au moins les pneus qui sont les plus en contact direct avec le sol, le rotoluve diminue le risque de dispersion d’organismes pathogènes par les engins de transport.

Un traitement complémentaire par pulvérisation (sur le côté des roues, le châssis ou les garde-boues, voire de tout le véhicule peut compléter et terminer cette phase de désinfection.

Il peut aussi s’agir de décontaminer les véhicules d’un produit toxique dans lequel ils auraient roulé. Dans ce cas le bain de désinfectant est remplacé par le produit décontaminant adéquat.
À titre d’exemple, dans le cas de la fièvre aphteuse, pour désinfecter des pneus de tracteur, on utilise généralement de la soude caustique à 8 g/litre (8‰), ou de la soude en paillettes étalée sur toute la surface (4 kg environ) après apport d'eau.
On peut aussi épandre de la lessive de soude (2 litres pour 100 litres d’eau). Attention, c'est la soude caustique qui doit être versée dans l’eau et non l’inverse.
Le rotoluve est rechargé en solution désinfectante tant que de besoin, en privilégiant les bandes de roulement, selon l’évaporation et l’export par les véhicules et de manière à maintenir un pH de 11 à 12. 
À ces doses, la soude en solution est irritante mais non corrosive pour les véhicules. Il convient de respecter les doses et de protéger les opérateurs par des gants et des lunettes et si possible une combinaison. En été, il est préférable de ne pas installer le rotoluve en plein soleil, et si son usage doit durer, il doit être abrité de la pluie pour éviter la diluation du désinfectant et les débordements. En période ou contexte humide, il est utile de prévoir un lavage ou pré-nettoyage de la boue des pneus (de tracteur par exemple) de manière à mieux désinfecter et pour ne pas rapidement saturer le rotoluve de terre ou de boue contenant des cailloux ou objets susceptibles de percer la bâche.
- Le passage des véhicules par des rotoluves peut être rendu obligatoire en cas d’attaque terroriste, d’accident chimique, de fièvre aphteuse ou de grippe aviaire par exemple. Le rotoluve est alors placé aux entrées routières ou portuaires de la zone à sécuriser, aux entrées ou sorties de zones à risque ou en sortie de zone de contamination avérée. Les opérateurs, dans le cas de maladie réputée contagieuse ou de décontamination chimique doivent s'assurer qu'ils utilisent un produit agréé et prendre garde aux émanations qu'ils peuvent respirer et aux risques éventuellement posés par le mélange de différents produits.

## Types et conception
- Les modèles provisoires sont souvent constitués d’une épaisse bâche plastique étanche posée sur un lit de sable garni de paille dans un creux ou sur un lit de paille sur une surface roulante (route, parking, surface terrassée...) préalablement nettoyée (pour que des gravillons ou particules ne percent pas la bâche). Il est recommandé de veiller à ce que le désinfectant ou décontaminant perdu (par débordement à la suite d'une pluie, d'une fuite, ou par ruissellement à partir des pneus) ne parte pas directement dans l’égout ou le milieu naturel.
 La taille et l’épaisseur de la bâche sont choisis selon qu’on vise à traiter des camions, des tracteurs ou des voitures ou vélos. La bâche mesure généralement au moins 8 mètres de long et est repliée en 2 ou 3 épaisseurs en travers du chemin, les bords étant relevés par des bottes de paille, sacs de sable ou de terre, ou un muret de terre, madriers, parpaings ou de sable pour retenir le désinfectant, lequel peut baigner dans un substrat de paille hachée, sciure, copeaux, sacs de jute qui protégeront également la bâche en jouant un rôle d'éponge limitant l'évaporation du désinfectant... sur une épaisseur de 5 à 10 cm.
Le rotoluve doit être plus long que la circonférence de la plus grande des roues des camions ou tracteurs à traiter (environ 3,5 m pour un camion, et 6 m pour les tracteurs, la largeur devant permettre le passage des véhicules sans que ceux-ci n'endommagent la bâche relevée sur les côtés (environ 5 m) la profondeur doit être d'au moins 15 à 20 cm.

- Une simple bâche ne résiste pas longtemps aux passages répétés d'engins lourds. Pour un usage durable ou pour décontaminer des engins type semi-remorques ou tracteurs ou engins militaires lourdement chargés, il existe des rotoluves en acier qui peuvent être loués (dans la limite de leur disponibilité). 
 Ils sont notamment destinés au nettoyage de la terre des chantiers en sortie de chantier de travaux publics en ville, mais leur nombre est limité.

- Des structures permanentes de béton armé pourraient être construites préventivement dans les lieux stratégiques (ports, abattoirs, aéroports, élevages industriels, etc.)